# Strada Statale 47 della Valsugana
Die Strada Statale 47 Valsugana (Abkürzung: SS 47) ist eine italienische Staatsstraße in Norditalien,  die von Padua  bis nach  Trient führt. Sie liegt in den italienischen Regionen Venetien und Trentino-Südtirol und weist eine Gesamtlänge von 131,800 km auf.

## Name
Namensgebend für die Straße ist das Valsugana (auch Val Sugana, deutsch Suganertal), ein Tal in Italien im Südosten des Trentino, östlich von Trient an der Grenze zum Veneto.

## Streckenverlauf

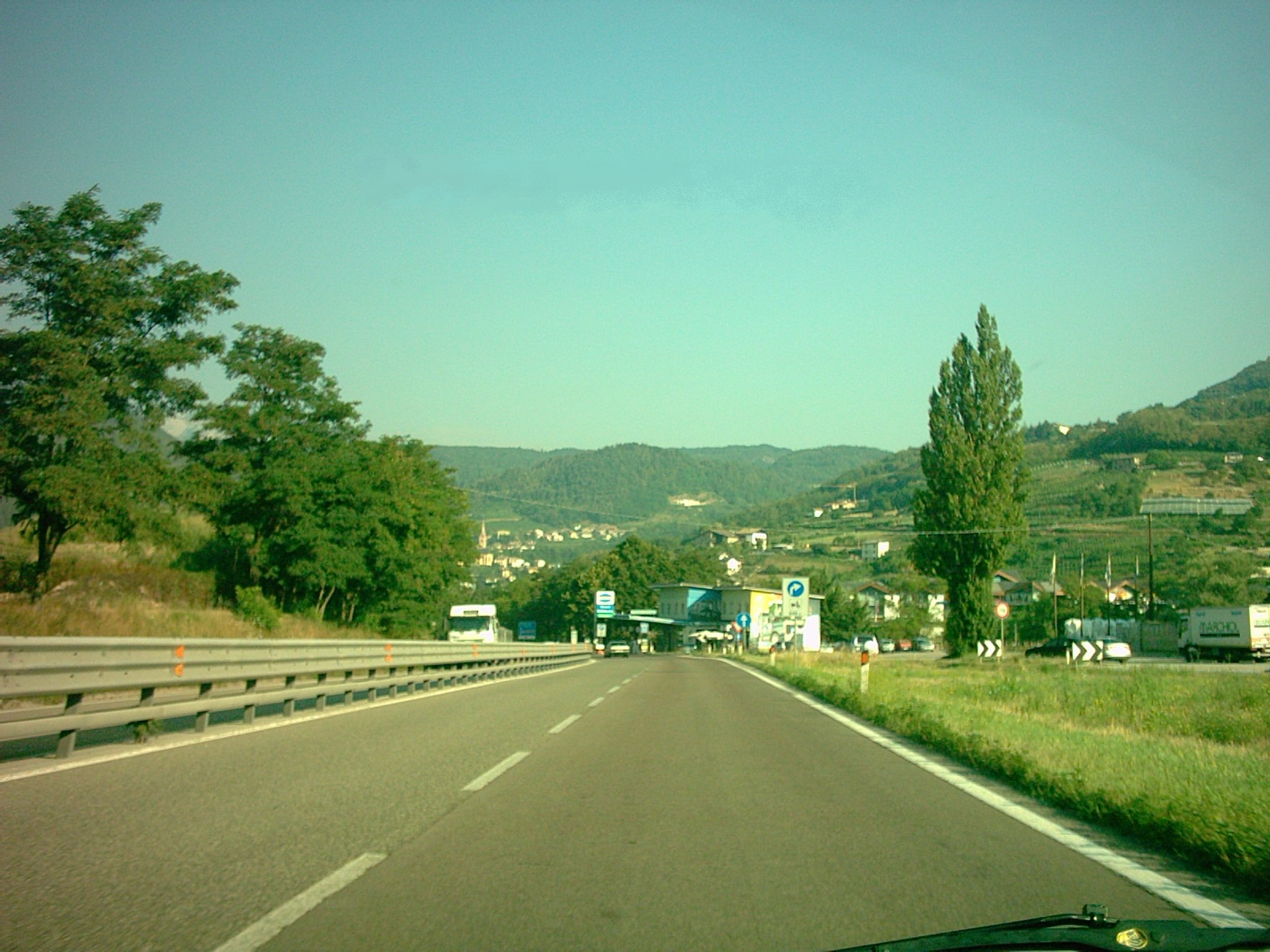
Zweibahniger Ausbau der SS 47

Beginn der Strecke ist Padua. Von dort führt sie zunächst als normale Staatsstraße Richtung Norden durch die Ebene entlang des Flusses Brenta. Berührte Orte sind dort Curatolo und San Giorgio del Bosco.
Bei Cittadella kreuzt sie die SS 53.
Die SS 47 führt weiter nach Norden und erreicht den Ort Rosà.
Nächster bekannter Ort ist Bassano del Grappa, der allerdings auf einer kurz vor Bassano beginnenden Schnellstraße umfahren werden kann. Die alte Trasse führt direkt durch die Stadt. Kurz danach beginnen die Berge und die zweibahnig ausgebaute Schnellstraße führt durch ein unbebautes Tal Richtung Norden und erreicht die Regionsgrenze zwischen Venetien und Trentino-Südtirol.
Anschließend beginnt das Valsugana. Die erste Schnellstraßenunterbrechung gibt es zwischen Grigno und Castelnuovo. Rechts und links der Schnellstraße liegen dann die Orte Borgo Valsugana, Roncegno und Levico Terme. Vor dem See  Lago di Caldonazzo endet die Ausbaustrecke der Schnellstraße für ca. 12 km und führt danach nach Pergine Valsugana und dann durch zwei Tunnel nach Trento, wo sie in die Brennerstraße SS 12 einmündet.